# Vallaris glabra
Vallaris glabra är en oleanderväxtart som först beskrevs av Carl von Linné, och fick sitt nu gällande namn av O. Kuntze. Vallaris glabra ingår i släktet Vallaris och familjen oleanderväxter. Inga underarter finns listade i Catalogue of Life.